# Les Rouges-Eaux
Les Rouges-Eaux est une commune française située dans le département des Vosges en région Grand Est, près de Bruyères.

## Géographie

### Localisation
La commune se trouve entre Épinal et Saint-Dié-des-Vosges. Elle s'appuie sur la face ouest du massif du Haut Jacques.

### Géologie et relief
La commune  est traversée par la Mortagne et par son affluent, le rupt (ruisseau) de la Blanche Fontaine, dont les vallées étroites et abondamment boisées abritent des maisons espacées qui cherchent à occuper les lieux les mieux ensoleillés.

### Hydrographie et les eaux souterraines
Hydrogéologie et climatologie : Système d’information pour la gestion des eaux souterraines du bassin Rhin-Meuse :
Territoire communal : Occupation du sol (Corinne Land Cover); Cours d'eau (BD Carthage),
Géologie : Carte géologique; Coupes géologiques et techniques,
 Hydrogéologie : Masses d'eau souterraine; BD Lisa; Cartes piézométriques.
La commune est située dans le bassin versant du Rhin au sein du bassin Rhin-Meuse. Elle est drainée par la Mortagne, le ruisseau de Blanche Fontaine, le ruisseau de la Foret de Mortagne, le ruisseau de la Gravelle et le ruisseau de Maillefaing,.
La Mortagne, d'une longueur totale de 74,6 km, prend sa source dans la commune de Saint-Léonard et se jette dans la Meurthe à Mont-sur-Meurthe, après avoir traversé 26 communes.

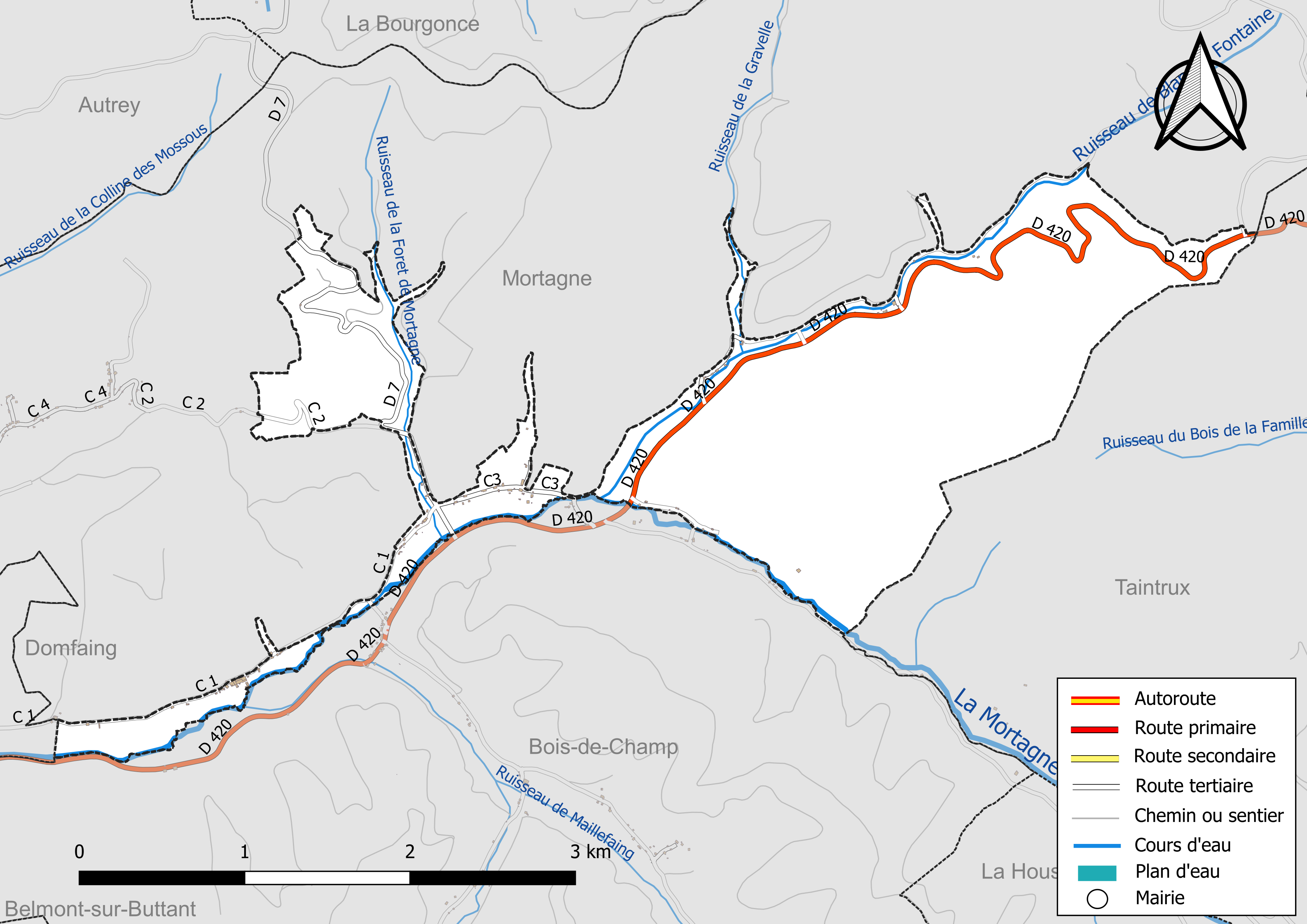
Réseaux hydrographique et routier des Rouges-Eaux.

La qualité des eaux de baignade et des cours d’eau peut être consultée sur un site dédié géré par les agences de l’eau et l’Agence française pour la biodiversité.

### Climat
Pour des articles plus généraux, voir Climat du Grand Est et Climat des Vosges.
En 2010, le climat de la commune est de type climat de montagne, selon une étude du Centre national de la recherche scientifique s'appuyant sur une série de données couvrant la période 1971-2000. En 2020, Météo-France publie une typologie des climats de la France métropolitaine dans laquelle la commune est exposée à un climat semi-continental et est dans la région climatique  Vosges, caractérisée par une pluviométrie très élevée (1 500 à 2 000 mm/an) en toutes saisons et un hiver rude (moins de 1 °C). 
Pour la période 1971-2000, la température annuelle moyenne est de 9,1 °C, avec une amplitude thermique annuelle de 16,6 °C. Le cumul annuel moyen de précipitations est de 1 427 mm, avec 13,6 jours de précipitations en janvier et 10,7 jours en juillet. Pour la période 1991-2020, la température moyenne annuelle observée sur la station météorologique de Météo-France la plus proche, « Le Roulier_sapc », sur la commune du Roulier à 17 km à vol d'oiseau, est de 10,2 °C et le cumul annuel moyen de précipitations est de 1 000,2 mm. 
La température maximale relevée sur cette station est de 38,1 °C, atteinte le 25 juillet 2019 ; la température minimale est de −18,3 °C, atteinte le 20 décembre 2009,,. 
Les paramètres climatiques de la commune ont été estimés pour le milieu du siècle (2041-2070) selon différents scénarios d'émission de gaz à effet de serre à partir des nouvelles projections climatiques de référence DRIAS-2020. Ils sont consultables sur un site dédié publié par Météo-France en novembre 2022.

## Urbanisme

### Typologie
Au 1er janvier 2024, Les Rouges-Eaux est catégorisée commune rurale à habitat très dispersé, selon la nouvelle grille communale de densité à sept niveaux définie par l'Insee en 2022.
Elle est située hors unité urbaine. Par ailleurs la commune fait partie de l'aire d'attraction de Saint-Dié-des-Vosges, dont elle est une commune de la couronne,. Cette aire, qui regroupe 47 communes, est catégorisée dans les aires de 50 000 à moins de 200 000 habitants,.

### Occupation des sols
L'occupation des sols de la commune, telle qu'elle ressort de la base de données européenne d’occupation biophysique des sols Corine Land Cover (CLC), est marquée par l'importance des forêts et milieux semi-naturels (86,6 % en 2018), en diminution par rapport à 1990 (100 %). La répartition détaillée en 2018 est la suivante : 
forêts (86,6 %), zones agricoles hétérogènes (13,4 %). L'évolution de l’occupation des sols de la commune et de ses infrastructures peut être observée sur les différentes représentations cartographiques du territoire : la carte de Cassini (XVIIIe siècle), la carte d'état-major (1820-1866) et les cartes ou photos aériennes de l'IGN pour la période actuelle (1950 à aujourd'hui).

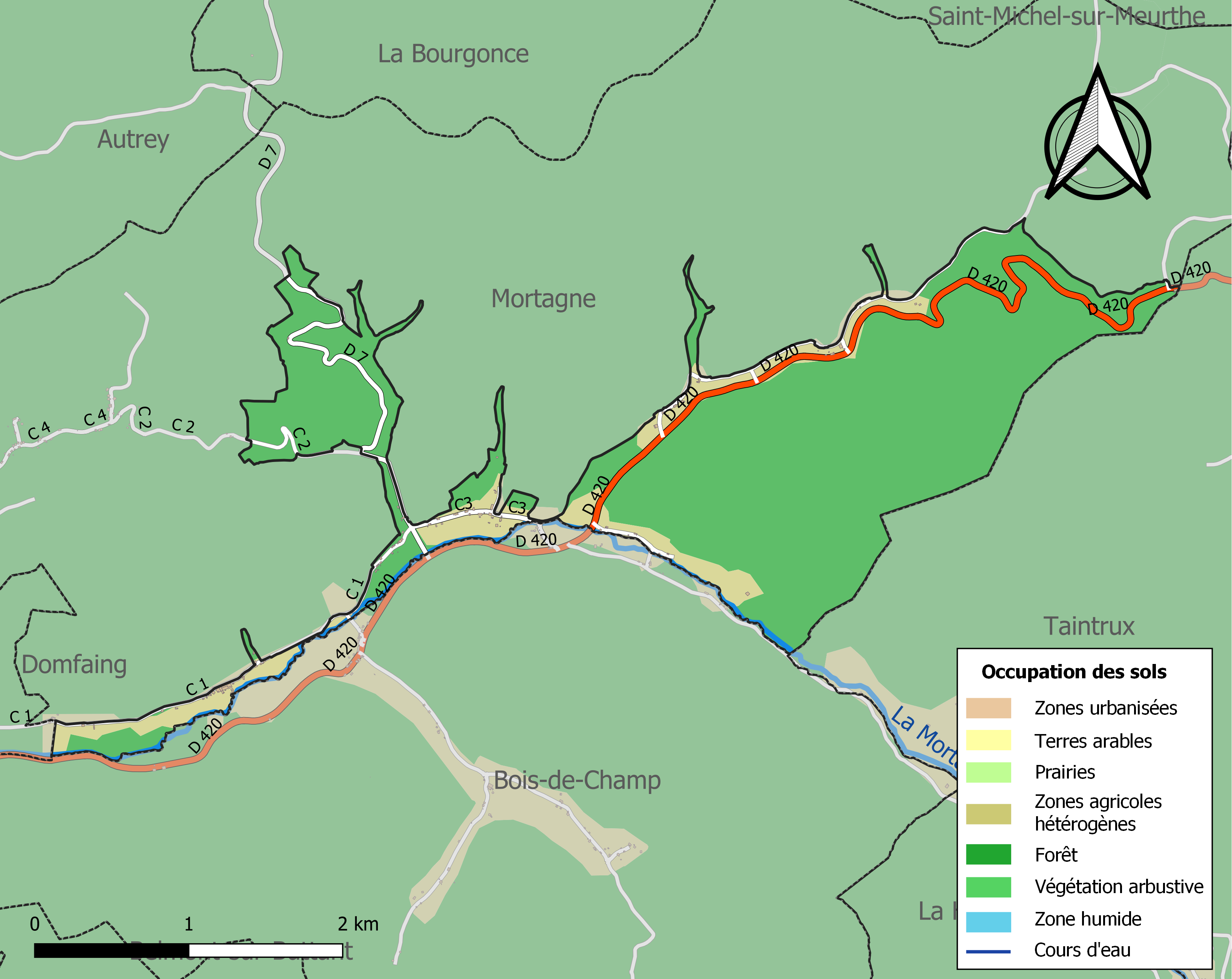
Carte des infrastructures et de l'occupation des sols de la commune en 2018 (CLC).

## Toponymie
Le nom de la localité est attesté sous les formes Le ruisseau de la Rouge Eauue, scyes de la Rouge Eaue (1617) ; Basse de la Rouge Eau (1701) ; La basse des Rouges Eaux (1747) ; Le ruisseau de Rouge Eau (1777) ; « Communauté des Censes des Rouges Eaux » (1790) ; Les Rouges Eaux (an II) ; Cens-des-Rouges-Eaux (an X).

La commune doit son nom à un ruisseau, de l,adjectif de l,oil rouge et eau, d'abord au singulier, affluent de gauche de la Mortagne, sans doute en rapport avec des eaux ferrugineuses.

## Histoire
De 1831 à 1836, la commune des Rouges-Eaux a été rattachée à celle de Mortagne et comptait 688 habitants.

## Population et société

### Démographie

#### Évolution démographique
L'évolution du nombre d'habitants est connue à travers les recensements de la population effectués dans la commune depuis 1793. Pour les communes de moins de 10 000 habitants, une enquête de recensement portant sur toute la population est réalisée tous les cinq ans, les populations de référence des années intermédiaires étant quant à elles estimées par interpolation ou extrapolation. Pour la commune, le premier recensement exhaustif entrant dans le cadre du nouveau dispositif a été réalisé en 2005.

En 2022, la commune comptait 79 habitants, en évolution de −11,24 % par rapport à 2016 (Vosges : −2,96 %, France hors Mayotte : +2,11 %).
| 1793 | 1800 | 1806 | 1821 | 1831 | 1836 | 1841 | 1846 | 1856 |
| ---- | ---- | ---- | ---- | ---- | ---- | ---- | ---- | ---- |
| 231  | 476  | 295  | 275  | 359  | 353  | 383  | 426  | 390  |

| 1861 | 1866 | 1876 | 1881 | 1886 | 1891 | 1896 | 1901 | 1906 |
| ---- | ---- | ---- | ---- | ---- | ---- | ---- | ---- | ---- |
| 353  | 396  | 395  | 402  | 358  | 332  | 326  | 332  | 339  |

| 1911 | 1921 | 1926 | 1931 | 1936 | 1946 | 1954 | 1962 | 1968 |
| ---- | ---- | ---- | ---- | ---- | ---- | ---- | ---- | ---- |
| 315  | 279  | 243  | 206  | 204  | 165  | 153  | 139  | 125  |

| 1975 | 1982 | 1990 | 1999 | 2005 | 2006 | 2010 | 2015 | 2020 |
| ---- | ---- | ---- | ---- | ---- | ---- | ---- | ---- | ---- |
| 96   | 99   | 80   | 71   | 79   | 77   | 81   | 91   | 82   |

| 2022 | - | - | - | - | - | - | - | - |
| ---- | - | - | - | - | - | - | - | - |
| 79   | - | - | - | - | - | - | - | - |

### Enseignement
Établissements d'enseignements :
- Écoles maternelles et primaires à La Bourgonce, Domfaing, Taintrux, Saint-Dié-des-Vosges, Brouvelieures, Biffontaine, Saint-Michel-sur-Meurthe.
- Collèges à Saint-Dié-des-Vosges, Bruyères.
- Lycées à Saint-Dié-des-Vosges, Bruyères.

### Santé
Professionnels et établissements de santé :
- Médecins à Brouvelieures, Saint-Michel-sur-Meurthe, Bruyères, Laveline-devant-Bruyères.
- Pharmacies à Saint-Michel-sur-Meurthe, Bruyères, Saulcy-sur-Meurthe, Étival-Clairefontaine.
- Hôpitaux à Bruyères, Gerbépal, Raon-l'Étape, Rambervillers, Fraize.

### Cultes
- Culte catholique, Paroisse Notre-Dame-du-Pays-de-l'Avison[23], Diocèse de Saint-Dié.

## Politique et administration
| Période                                  | Période                       | Identité                    | Étiquette | Qualité                                          |
| ---------------------------------------- | ----------------------------- | --------------------------- | --------- | ------------------------------------------------ |
| Les données manquantes sont à compléter. |                               |                             |           |                                                  |
|                                          | 1970                          | Raymond Renaudin            |           | Entrepreneur de scierie                          |
| 1970                                     | mars 2008                     | Gérard Renaudin (1932-2008) |           | Entrepreneur de scierie, fils du maire précédent |
| mars 2008                                | En cours (au 18 février 2015) | Bernadette Rivat            |           |                                                  |

### Budget et fiscalité 2022

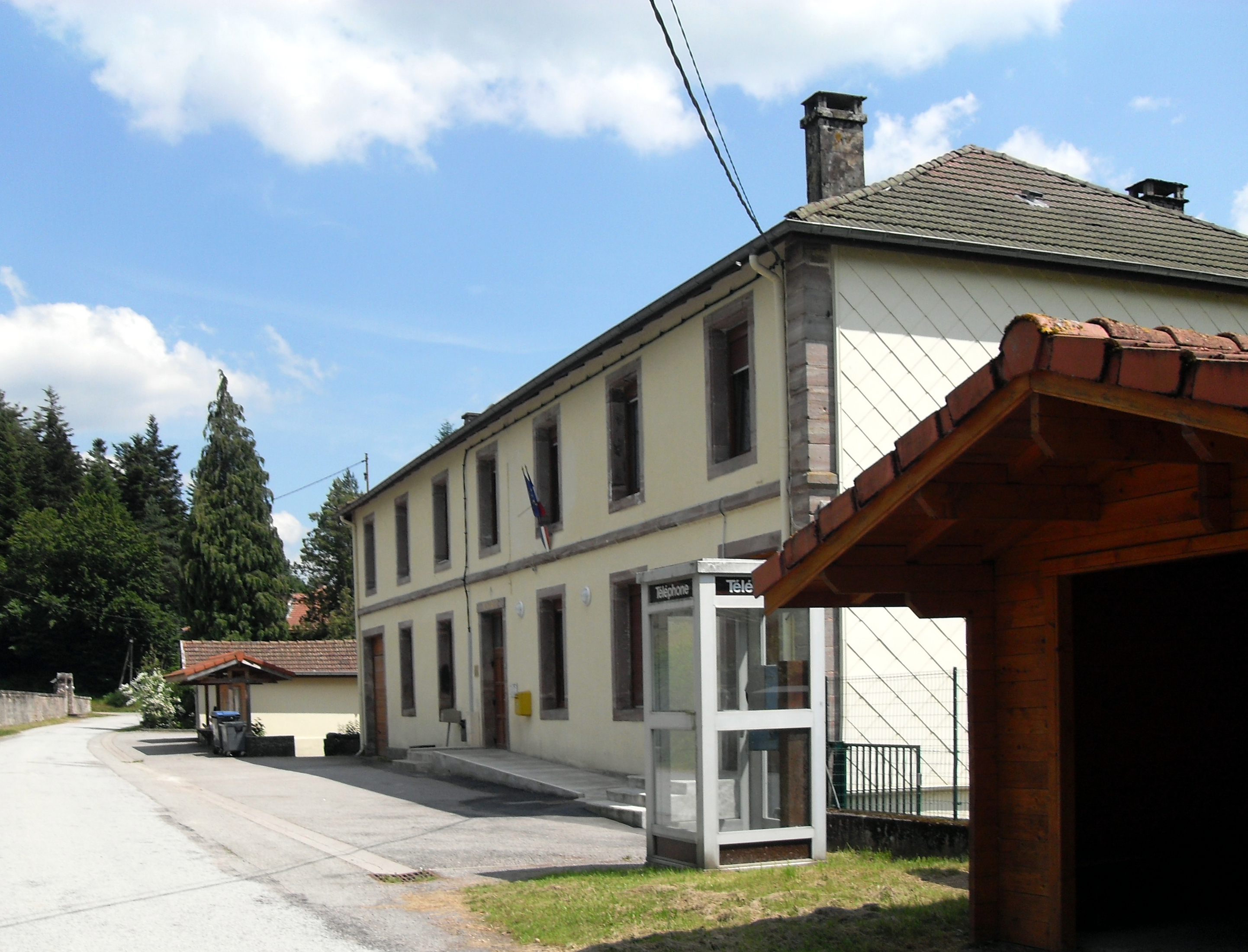
La mairie.

En 2022, le budget de la commune était constitué ainsi :
- total des produits de fonctionnement : 129 000 €, soit 1 452 € par habitant ;
- total des charges de fonctionnement : 72 000 €, soit 808 € par habitant ;
- total des ressources d'investissement : 18 000 €, soit 198 € par habitant ;
- total des emplois d'investissement : 41 000 €, soit 466 € par habitant ;
- endettement : 192 000 €, soit 2 158 € par habitant.

Avec les taux de fiscalité suivants :
- taxe d'habitation : 23,40 % ;
- taxe foncière sur les propriétés bâties : 39,01 % ;
- taxe foncière sur les propriétés non bâties : 50,44 % ;
- taxe additionnelle à la taxe foncière sur les propriétés non bâties : 0,00 % ;
- cotisation foncière des entreprises : 0,00 %.

Chiffres clés Revenus et pauvreté des ménages en 2021 : médiane en 2021 du revenu disponible, par unité de consommation.

## Économie

### Entreprises et commerces

#### Agriculture

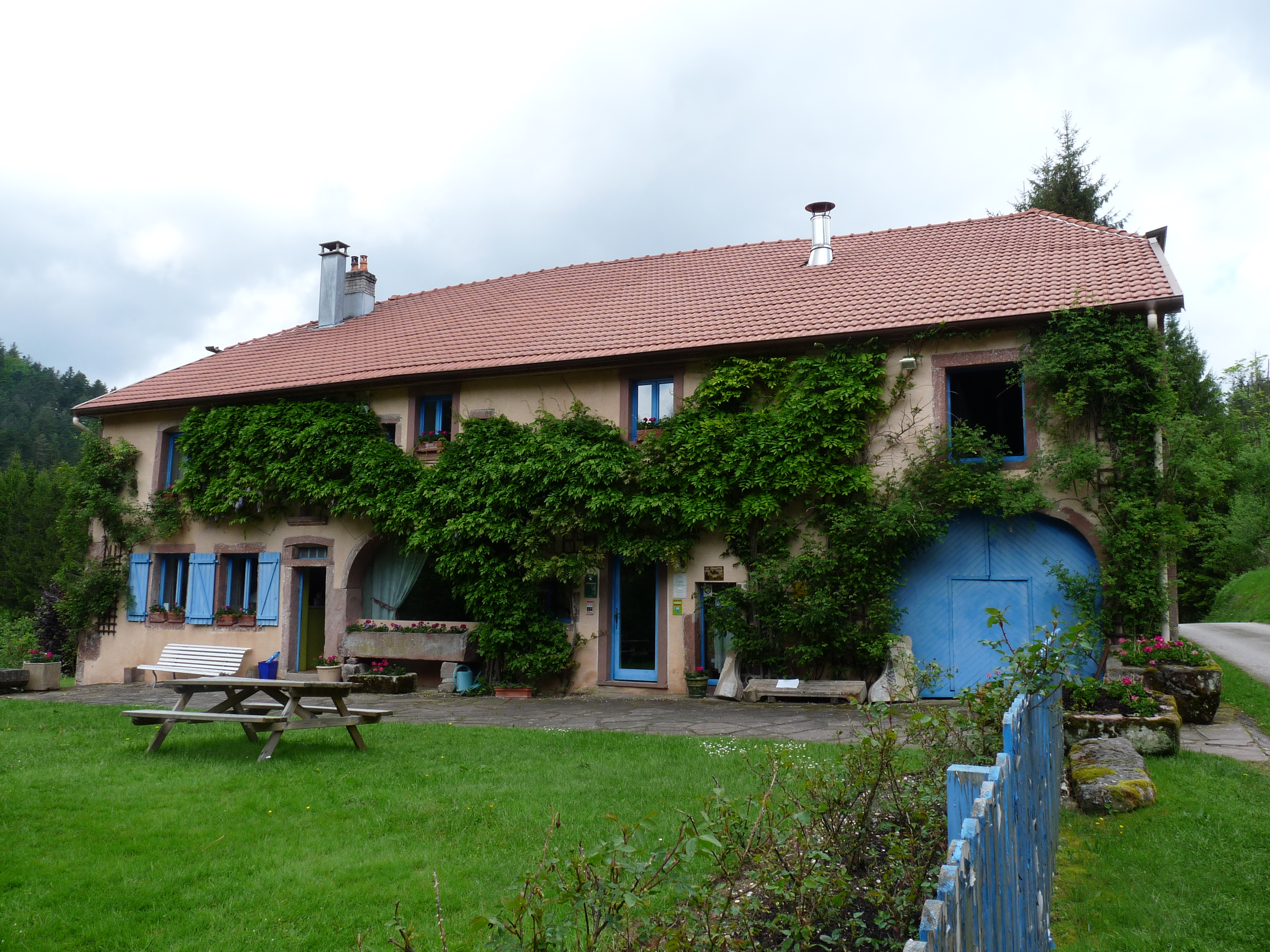
Auberge au cœur de la forêt.

- Sylviculture et autres activités forestières.
- Élevage de vaches laitières.
- Exploitation forestière.

#### Tourisme
- Hébergements et restauration à Les Rouges-Eaux, La Chapelle, Grandvillers, Champ-le-Duc, Herpelmont.
- Auberge[26]

#### Commerces
- Commerces et services de proximité.

## Lieux et monuments

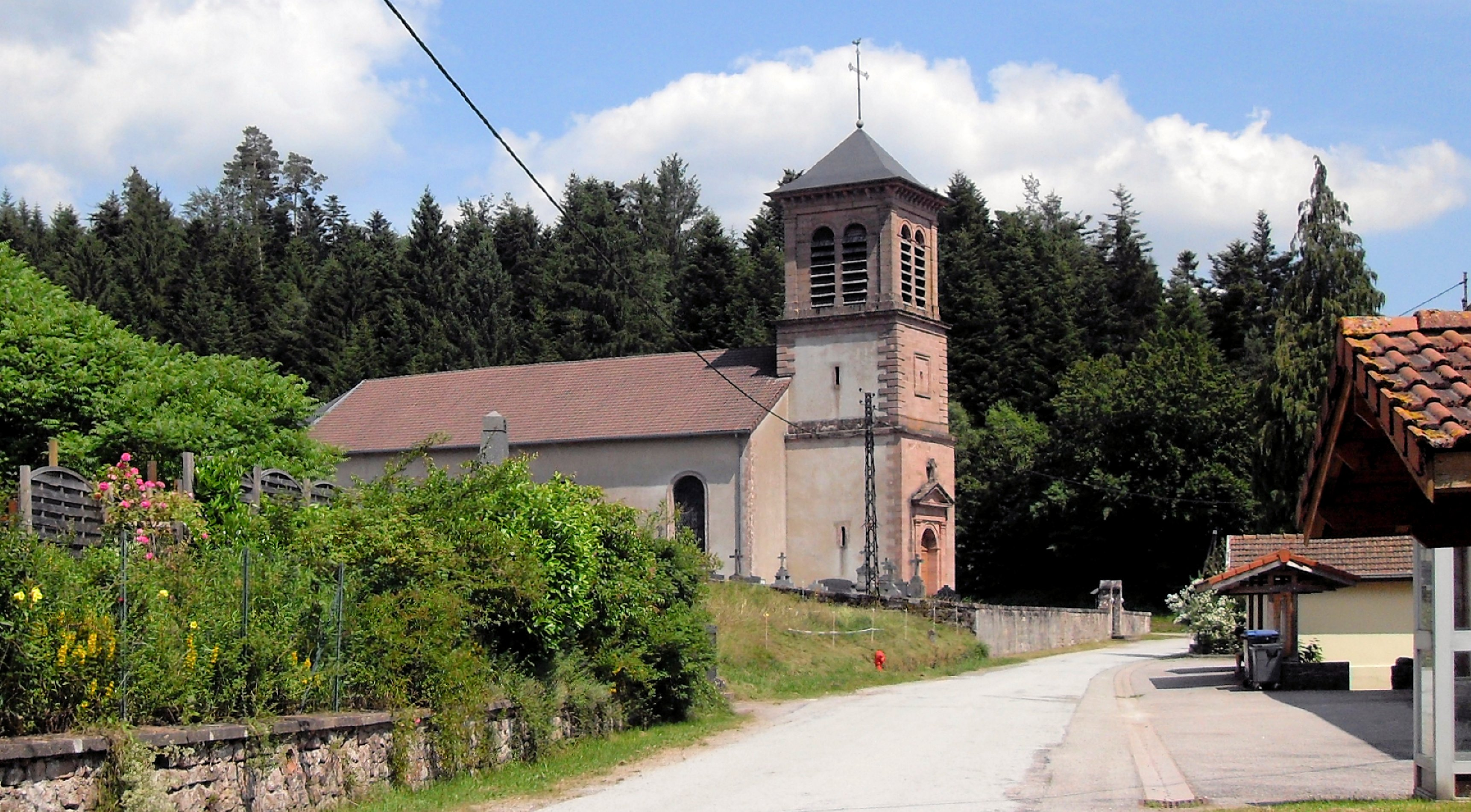
Église Saint-Jean-Baptiste.
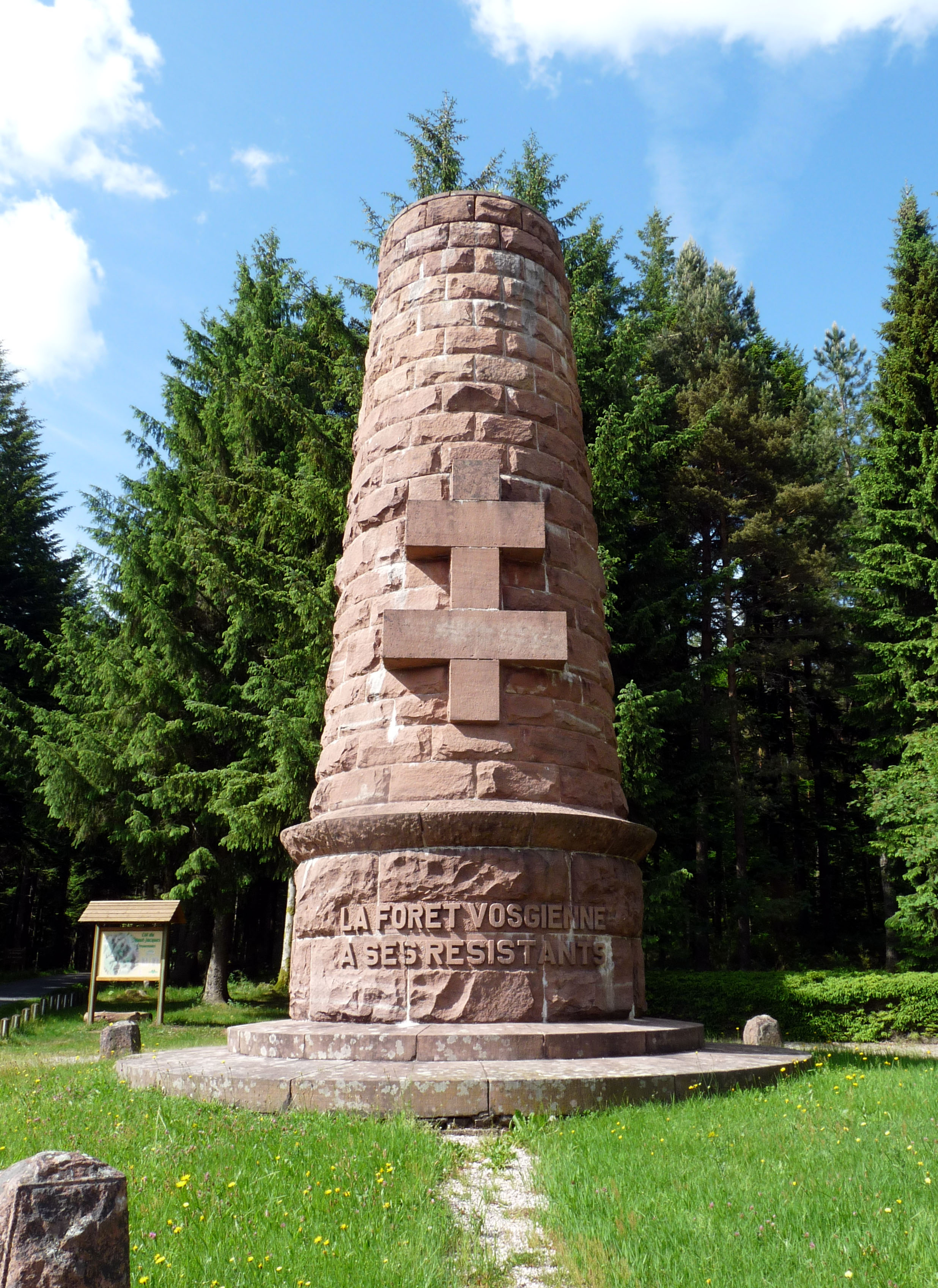
Monument dédié à la Résistance (Col du Haut Jacques).
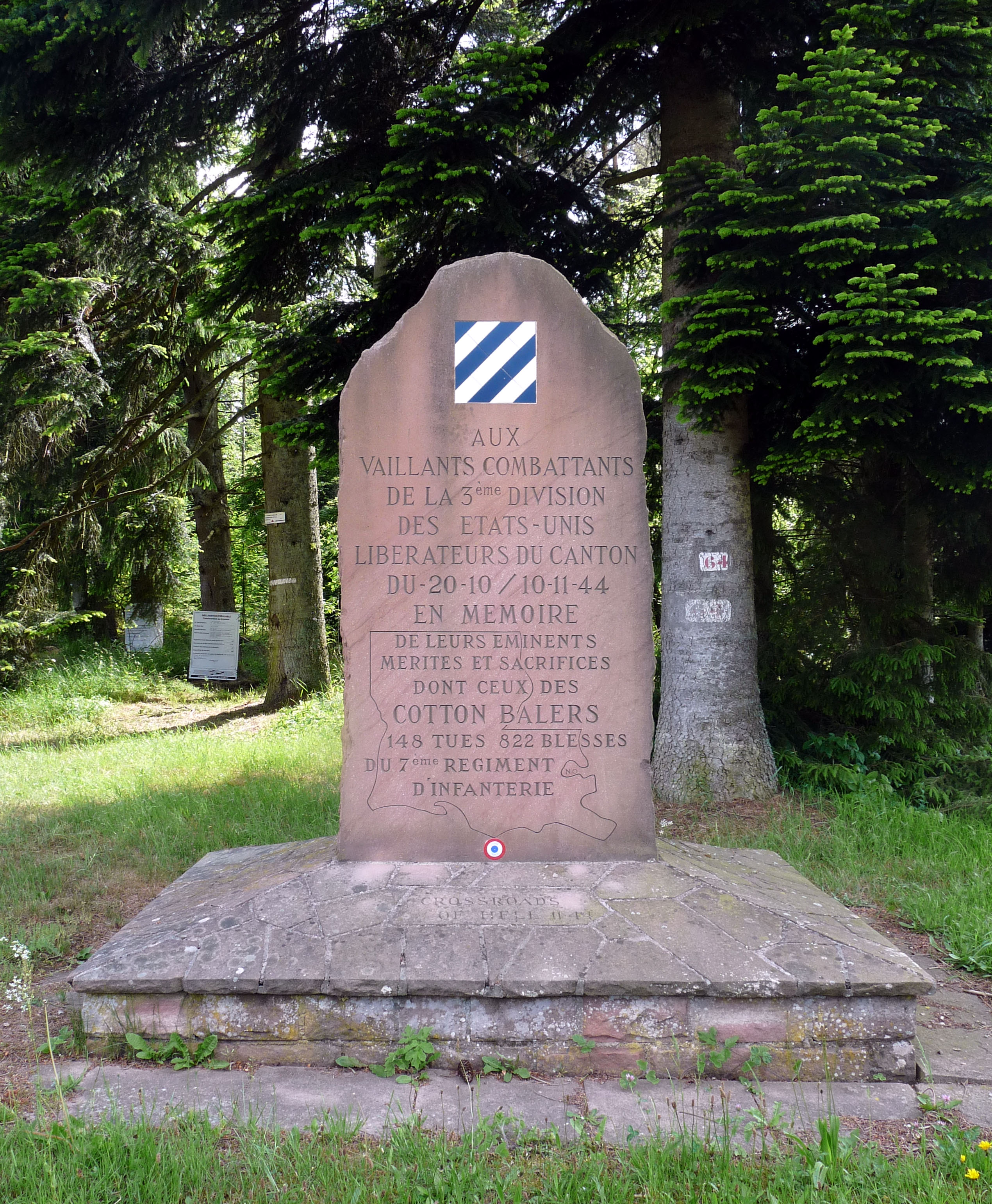
Monument dédié aux combattants de la 3ème Division des États-Unis libérateurs du canton en 1944.
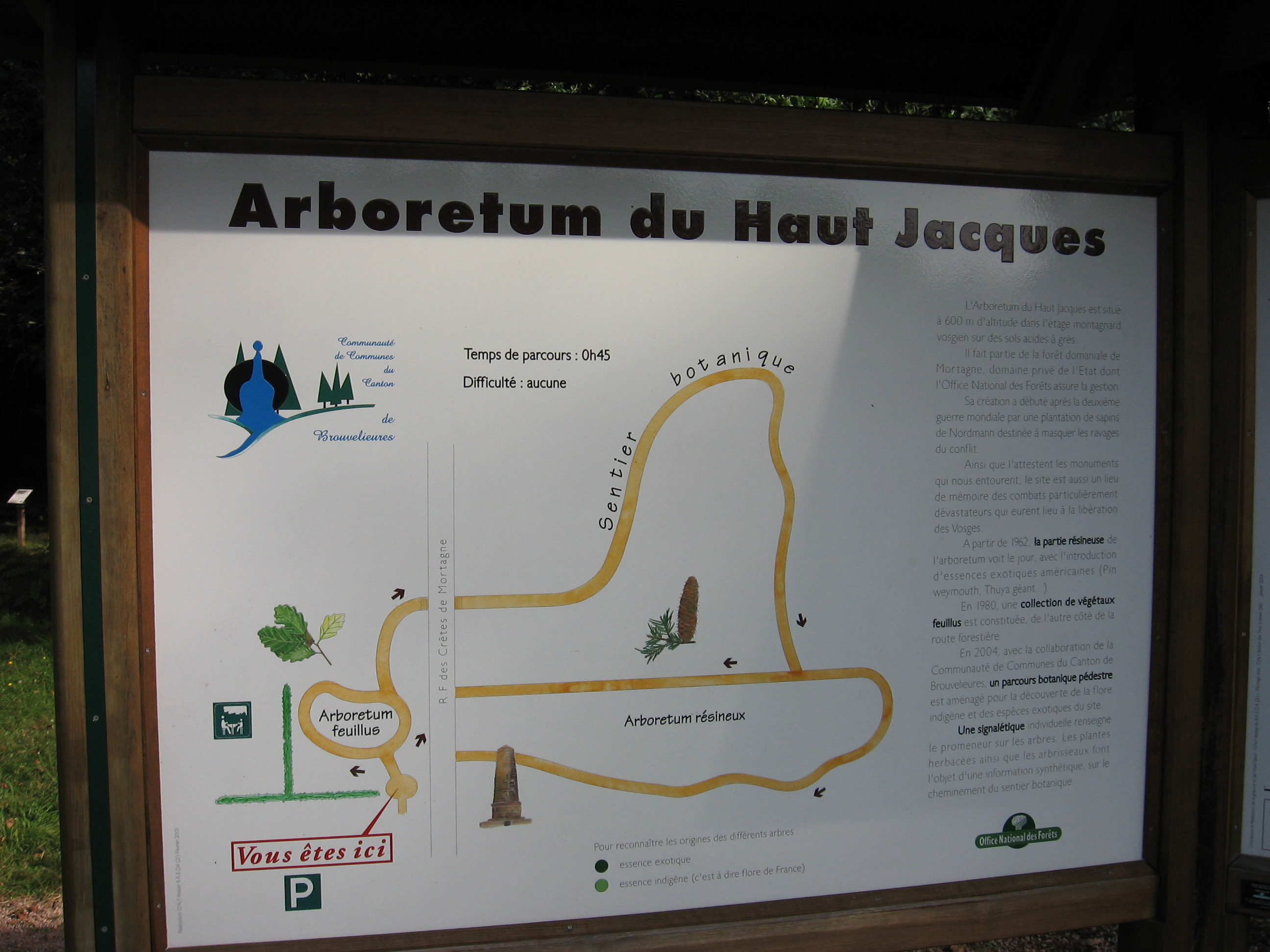
Arboretum du col du Haut-Jacques.

- L'église, dédiée à Saint-Jean-Baptiste, est la propriété indivise des communes de Les Rouges-Eaux et de Bois-de-Champ. Elle a été réalisée sous la maîtrise d’œuvre de l'architecte François Pierre Auguste Grillot  et inaugurée en 1846[27].

Plaque commémorative guerres 1914-1918 et 1939-1945 dans l'église.
- Monument dédié à la Résistance[29].
- Monument, situé au Col du Haut Jacques, dédié aux 350 combattants de la 3e Division des États-Unis[30],[31] qui sont tombés dans le secteur entre le 27 octobre et le 4 novembre 1944, mais également pour les 305 Français, résistants et civils, qui ont perdu la vie.
- Arboretum du Col du Haut Jacques[32].
- Scieries hydrauliques à cadre[33],[34],[35].

## Pour approfondir